# Video DownloadHelper
Video DownloadHelper is een extensie voor Mozilla Firefox en andere Mozilla-gebaseerde webbrowsers waarmee video's kunnen worden gedownload die via HTTP worden verspreid, zoals YouTube-videos. De extensie wordt ontwikkeld door Michel Gutierrez voor Windows, Mac en Linux. De huidige versie is 4.9.13 en werd uitgebracht op 10 januari 2013.
Sinds versie 4.9 heeft Video DownloadHelper de mogelijkheid om video's op te nemen die worden afgespeeld op het scherm, in plaats van te zoeken naar het bestand. Deze functie is gebaseerd op CamStudio (voor Windows) of RecordMyDesktop (voor Linux). Video DownloadHelper kan automatisch de plaats van de video bepalen en met een druk op de knop de regio opnemen.
In augustus 2011 werd Video DownloadHelper 6,5 miljoen keer gebruikt per dag, waardoor de extensie de meest populaire is na Adblock Plus.